# سیارک ۱۳۲۲۷
سیارک ۱۳۲۲۷ (به انگلیسی: 13227 Poor، نامگذاری:1997SR8) سیزده هزار و دویست و بیست و هفتمین سیارک کشف شده‌است که در ۲۷ سپتامبر ۱۹۹۷ کشف شد.
قدر مطلق سیارک برابر ۲۹٫۵ است.